# 克里基夫
49°1′23″N 26°12′39″E / 49.02306°N 26.21083°E
克里基夫（烏克蘭語：Криків），是烏克蘭西部的村莊，隸屬赫梅利尼茨基州的卡緬涅茨-波多利斯基區。該村面積1.76平方公里，海拔高度252米，2001年人口524，人口密度每平方公里297.2人。